# Elecciones estatales de Berlín de 2021
Las elecciones estatales de Berlín de 2021 se celebraron el 26 de septiembre de 2021 para elegir a los miembros de la Cámara de Diputados de Berlín. El gobierno saliente era una coalición del Partido Socialdemócrata (SPD), La Izquierda y Los Verdes, encabezada por el alcalde gobernante Michael Müller. Müller no se postuló para la reelección como alcalde, y la exministra federal Franziska Giffey lideró al SPD en las elecciones. Tras las elecciones, Giffey reeditó la coalición y fue elegida nueva alcaldesa.
En paralelo a las elecciones berlinesas, se celebraron las elecciones federales alemanas y las elecciones estatales de Mecklemburgo-Pomerania Occidental.

## Sistema electoral
La Cámara de Diputados de Berlín se elige mediante representación proporcional mixta. 78 miembros son elegidos en circunscripciones uninominales mediante escrutinio mayoritario uninominal. A continuación, se asignan otros 52 miembros utilizando una representación proporcional compensatoria, distribuidos en cada uno de los doce distritos de Berlín. Los votantes tienen dos votos: el "primer voto" para los candidatos en circunscripciones uninominales y el "segundo voto" para las listas de partidos, que se utilizan para llenar los escaños proporcionales.  Un umbral electoral del 5% de los votos válidos se aplica a los partidos; las formaciones que caen por debajo de este umbral están excluidas del reparto de escaños. Sin embargo, los partidos que obtengan la victoria en al menos una circunscripción uninominal están exentos del umbral y se les asignarán escaños proporcionalmente, incluso si caen por debajo del 5%.

## Partidos participantes
34 partidos participarán en la elección.
| Partido | Sigla                 | Tipo de lista                      |
| --- | --------------------- | ---------------------------------- |
| Aktion Partei für Tierschutz – Tierschutz hier!                                                                                 | TIERSCHUTZ hier!      | Lista estatal                      |
| Alternativa para Alemania | AfD                   | Lista estatal                      |
| Partido Democrático de Base de Alemania                                                                                         | dieBasis              | Lista estatal                      |
| bergpartei, die überpartei | B*                    | Lista estatal                      |
| Bildet Berlin! | Bildet Berlin!        | Lista estatal                      |
| Alianza 90/Los Verdes | GRÜNE                 | Lista estatal                      |
| Movimiento de Derechos Ciudadanos Solidaridad                                                                                   | BüSo                  | Lista estatal                      |
| Unión Demócrata Cristiana | CDU                   | Listas distritales a nivel estatal |
| Partido Comunista Alemán | DKP                   | Lista estatal                      |
| Conservadores Alemanes | Deutsche Konservative | Algunas listas distritales         |
| Los Grises – Para Todas las Generaciones                                                                                        | Die Grauen            | Lista estatal                      |
| Die Linke | Die Linke             | Lista estatal                      |
| Los Nuevos Demócratas | –                     | Algunas listas distritales         |
| Die Republikaner | REP                   | Algunas listas distritales         |
| Los Urbanos. Un Partido del HipHop                                                                                              | du.                   | Lista estatal                      |
| Los Rosas/Alianza21 | BÜNDNIS21             | Lista estatal                      |
| Partido Democrático Libre | FDP                   | Listas distritales a nivel estatal |
| Freie Wähler | FREIE WÄHLER          | Lista estatal                      |
| Graue Panther | Graue Panther         | Lista estatal                      |
| Klimaliste Berlin | Klimaliste Berlin     | Lista estatal                      |
| Reformadores Liberal-Conservadores                                                                                              | LKR                   | Lista estatal                      |
| Mundo Humano – por el Bienestar y la Felicidad de Todos                                                                         | MENSCHLICHE WELT      | Listas distritales a nivel estatal |
| Partido de los Inquilinos / Alianza Berlin                                                                                      | MIETERPARTEI          | Lista estatal                      |
| Partido Nacionaldemócrata de Alemania                                                                                           | NPD                   | Lista estatal                      |
| Partido Ecológico-Democrático                                                                                                   | ÖDP                   | Lista estatal                      |
| Partido de los Humanistas | Die Humanisten        | Lista estatal                      |
| Partido por el Trabajo, Estado de Derecho, Protección de los Animales, Fomento de las Elites e Iniciativas Democráticas de Base | Die PARTEI            | Lista estatal                      |
| Partido para la Investigación en Salud                                                                                          | Gesundheitsforschung  | Lista estatal                      |
| Partido Ser Humano, Medio Ambiente y Protección de los Animales                                                                 | Tierschutzpartei      | Lista estatal                      |
| Partido Pirata de Alemania | PIRATEN               | Lista estatal                      |
| Partido Socialdemócrata de Alemania                                                                                             | SPD                   | Listas distritales a nivel estatal |
| Partido por la Igualdad Social, Sección Cuarta Internacional                                                                    | SGP                   | Lista estatal                      |
| Equipo Todenhöfer | TEAM TODENHÖFER       | Lista estatal                      |
| Volt Alemania | Volt                  | Lista estatal                      |

## Campaña

### Candidatos
El 5 de octubre de 2020, los Verdes designaron a Bettina Jarasch, portavoz de integración y refugiados, como su principal candidata para las elecciones. Anteriormente se desempeñó como presidenta estatal del partido de 2011 a 2016. Fue elegida formalmente como candidata principal el 12 de diciembre.
El 9 de octubre, el líder estatal de la CDU, Kai Wegner, fue seleccionado como el candidato principal de su partido.
Antes de las elecciones, el alcalde Michael Müller expresó su deseo de pasar a la política federal en lugar de buscar otro mandato. El 30 de noviembre de 2020, el ejecutivo estatal del partido nombró a la entonces Ministra Federal de Familia, Tercera Edad, Mujeres y Juventud, Franziska Giffey, como candidata principal para las elecciones. Fue elegida simultáneamente  como colíder de la rama del partido en Berlín junto con el líder del grupo parlamentario Raed Saleh.
El 8 de diciembre, La Izquierda nombró al actual teniente de alcalde y senador de Cultura Klaus Lederer como su candidato principal para las elecciones. Lederer es conocido como uno de los políticos más populares de Berlín, logrando índices de aprobación consistentemente altos.
El 27 de marzo de 2021, el FDP eligió al líder del grupo parlamentario Sebastian Czaja como su candidato principal para las elecciones.
El 6 de junio de 2021, la AfD nominó a su presidenta estatal Kristin Brinker como su candidata principal.

## Encuestas
| Encuestador             | Fecha      |        |        |        |        |        |       | Otros                         |
| ----------------------- | ---------- | ------ | ------ | ------ | ------ | ------ | ----- | ----------------------------- |
| INSA                    | 24.09.2021 | 23 %   | 15 %   | 14 %   | 17 %   | 11 %   | 8 %   | 12 % (incl. FW 3 %, Tier 3 %) |
| Forschungsgruppe Wahlen | 23.09.2021 | 22 %   | 17 %   | 13 %   | 19 %   | 9 %    | 7 %   | 13 %                          |
| Forschungsgruppe Wahlen | 17.09.2021 | 21 %   | 17 %   | 12 %   | 20 %   | 9 %    | 8 %   | 13 %                          |
| Infratest dimap         | 17.09.2021 | 24 %   | 16 %   | 13 %   | 18 %   | 10 %   | 7 %   | 12 % (incl. Tier 3 %)         |
| Infratest dimap         | 25.08.2021 | 23 %   | 19 %   | 12 %   | 17 %   | 11 %   | 8 %   | 10 %                          |
| INSA                    | 25.08.2021 | 22 %   | 16 %   | 15 %   | 18 %   | 12 %   | 9 %   | 8 % (incl. FW 3 %)            |
| Forsa                   | 13.08.2021 | 21 %   | 17 %   | 14 %   | 21 %   | 10 %   | 7 %   | 10 %                          |
| INSA                    | 24.06.2021 | 18 %   | 18 %   | 13 %   | 22 %   | 12 %   | 10 %  | 7 % (incl. FW 2 %)            |
| Infratest dimap         | 16.06.2021 | 17 %   | 21 %   | 12 %   | 22 %   | 10 %   | 9 %   | 9 %                           |
| INSA                    | 18.05.2021 | 20 %   | 16 %   | 13 %   | 25 %   | 12 %   | 9 %   | 5 % (incl. FW 3 %)            |
| Infratest dimap         | 28.04.2021 | 17 %   | 18 %   | 14 %   | 27 %   | 9 %    | 7 %   | 8 %                           |
| INSA                    | 23.04.2021 | 19 %   | 16 %   | 14 %   | 25 %   | 12 %   | 10 %  | 4 %                           |
| Infratest dimap         | 24.02.2021 | 18 %   | 22 %   | 15 %   | 23 %   | 9 %    | 6 %   | 7 %                           |
| Elecciones de 2016      | 18.09.2016 | 21,6 % | 17,6 % | 15,6 % | 15,2 % | 14,2 % | 6,7 % | 9,2 %                         |

## Resultados provisionales
| Partido               | Votos directos | Votos directos | Votos directos | Votos de lista | Votos de lista | Votos de lista |
| Partido               | Votos          | %              | Variación      | Votos          | %              | Variación      |
| --------------------- | -------------- | -------------- | -------------- | -------------- | -------------- | -------------- |
| SPD                   | 422.630        | 23,4 %         | −1,4           | 389.965        | 21,4 %         | −0,1           |
| CDU                   | 355.602        | 19,7 %         | −0,2           | 328.572        | 18,1 %         | 0,4            |
| GRÜNE                 | 361.501        | 20,0 %         | 4,2            | 343.416        | 18,9 %         | 3,7            |
| DIE LINKE             | 252.282        | 13,9 %         | −1,5           | 255.231        | 14,0 %         | −1,6           |
| AfD                   | 145.904        | 8,1 %          | −6,1           | 145.494        | 8,0 %          | −6,2           |
| FDP                   | 119.265        | 6,6 %          | 1              | 130.098        | 7,2 %          | 0,5            |
| Die PARTEI            | 36.304         | 2,0 %          | 0,8            | 32.829         | 1,8 %          | −0,1           |
| Tierschutzpartei      | 60.837         | 3,4 %          | 3,4            | 40.057         | 2,2 %          | 0,3            |
| PIRATEN               | 1.674          | 0,1 %          | 0,1            | 7.436          | 0,4 %          | 0,4            |
| Graue Panther         | –              | –              | 0              | 8.876          | 0,5 %          | −0,6           |
| NPD                   | 877            | 0,0 %          | 0              | 2.345          | 0,1 %          | 0,1            |
| Gesundheitsforschung  | –              | –              | 0              | 4.862          | 0,3 %          | −0,2           |
| LKR                   | 973            | 0,1 %          | 0,1            | 1.278          | 0,1 %          | 0,1            |
| DKP                   | –              | –              | –              | 2.344          | 0,1 %          | 0,1            |
| SGP                   | –              | –              | 0              | 493            | 0,0 %          | 0              |
| BüSo                  | –              | –              | –              | 587            | 0,0 %          | 0              |
| MENSCHLICHE WELT      | –              | –              | 0              | 174            | 0,0 %          | 0              |
| B*                    | –              | –              | –              | 1.715          | 0,1 %          | 0,1            |
| ÖDP                   | 1.078          | 0,1 %          | 0,1            | 2.458          | 0,1 %          | 0,1            |
| TIERSCHUTZ hier!      | –              | –              | 0              | 8.168          | 0,4 %          | 0,4            |
| dieBasis              | 29.754         | 1,6 %          | 1,6            | 22.949         | 1,3 %          | 1,3            |
| Bildet Berlin!        | –              | –              | –              | 2.503          | 0,1 %          | 0,1            |
| DL                    | 21             | 0,0 %          | 0              | –              | –              | 0              |
| Deutsche Konservative | –              | –              | 0              | 14             | 0,0 %          | 0              |
| Die Grauen            | –              | –              | 0              | 12.569         | 0,7 %          | 0,7            |
| Neue Demokraten       | –              | –              | 0              | 93             | 0,0 %          | 0              |
| REP                   | 18             | 0,0 %          | 0              | 55             | 0,0 %          | 0              |
| du.                   | 691            | 0,0 %          | 0              | 3.574          | 0,2 %          | 0,2            |
| BÜNDNIS21             | 74             | 0,0 %          | 0              | 983            | 0,1 %          | 0,1            |
| DIE FRAUEN            | 120            | 0,0 %          | 0              | –              | –              | –              |
| FREIE WÄHLER          | 16.922         | 0,9 %          | 0,9            | 15.295         | 0,8 %          | 0,8            |
| Klimaliste Berlin     | –              | –              | –              | 7.854          | 0,4 %          | 0,4            |
| LD                    | 28             | 0,0 %          | 0              | –              | –              | –              |
| MIETERPARTEI          | 1.087          | 0,1 %          | 0,1            | 4.274          | 0,2 %          | 0,2            |
| Die Humanisten        | –              | –              | –              | 3.832          | 0,2 %          | 0,2            |
| Team Todenhöfer       | –              | –              | –              | 18.700         | 1,0 %          | 1              |
| Volt                  | –              | –              | –              | 20.137         | 1,1 %          | 1,1            |
| Buhl                  | 141            | 0,0 %          | 0              | –              | –              | –              |
| Bunte                 | 109            | 0,0 %          | 0              | –              | –              | –              |
| Elmenthaler           | 58             | 0,0 %          | 0              | –              | –              | –              |
| Hinz                  | 190            | 0,0 %          | 0              | –              | –              | 0              |
| Kirschtowski          | 79             | 0,0 %          | 0              | –              | –              | –              |
| Pape                  | 110            | 0,0 %          | 0              | –              | –              | –              |
| Sah                   | 38             | 0,0 %          | 0              | –              | –              | –              |
| Snelinski             | 46             | 0,0 %          | 0              | –              | –              | –              |
| Wadehn                | 87             | 0,0 %          | 0              | –              | –              | –              |
| Weimer                | 46             | 0,0 %          | 0              | –              | –              | –              |
| Witte                 | 137            | 0,0 %          | 0              | –              | –              | –              |
| Worbs                 | 49             | 0,0 %          | 0              | –              | –              | –              |
| Inscritos             | 2.447.600      | –              | –              | 2.447.600      | –              | –              |
| Votantes              | 1.852.478      | 75,7 %         | 8,8            | 1.852.478      | 75,7 %         | 8,8            |
| Votos nulos           | 26.212         | 1,4 %          | −0,3           | 20.396         | 1,1 %          | −0,4           |
| Votos válidos         | 1.808.732      | 98,6 %         | 0,3            | 1.819.230      | 98,9 %         | 0,4            |

## Post-elección

### Irregularidades
Se informaron numerosas irregularidades durante las elecciones en Berlín, incluida la escasez de cédulas de votación, las colas inusualmente largas para votar, las boletas entregadas en lugares incorrectos y, en algunos casos, los votantes siendo rechazados o siéndoles ofrecidas solo cédulas de votación para las elecciones federales. Los problemas se vieron agravados por una maratón que tuvo lugar en la ciudad el mismo día. Las irregularidades eran especialmente comunes en los distritos de Charlottenburg-Wilmersdorf y Friedrichshain. La funcionaria electoral estatal Petra Michaelis renunció tres días después de las elecciones, asumiendo la responsabilidad de los fracasos en el proceso electoral. El Ministro Estatal del Interior anunció una investigación sobre los hechos y declaró que se llevarían a cabo investigaciones sobre incidentes en aproximadamente 100 de los 2.245 colegios electorales de Berlín. Posteriormente, se revisó a 207 de los 2257 colegios electorales. Se considera que es poco probable que las revisiones y correcciones cambien los resultados generales de las elecciones estatales o federales, pero pueden afectar el resultado en los distritos electorales de Charlottenburg-Wilmersdorf 6 y Marzahn-Hellersdorf 1 para las elecciones estatales. Los resultados preliminares mostraron al candidato del SPD con una ventaja de 8 votos en Charlottenburg-Wilmersdorf 6; un recuento hizo que el escaño se volviera a los Verdes por un margen de 23 votos. Posteriormente, el nuevo resultado fue certificado por la autoridad electoral.
El 22 de noviembre, el comité electoral estatal y el Ministerio del Interior solicitaron que el Tribunal Constitucional de Berlín se pronunciara sobre la validez de los resultados electorales en los distritos electorales Pankow 3, Charlottenburg-Wilmersdorf 6 y Marzahn-Hellersdorf 1. El tribunal puede determinar que es necesaria una repetición de las elecciones en los distritos electorales afectados; Se espera que tarde varios meses en emitir su veredicto. El Ministerio del Interior aclaró que, aunque se registraron irregularidades en muchos distritos, solo fueron lo suficientemente importantes como para cambiar el resultado en los tres especificados. No obstante, el gobierno estatal planea establecer un comité de expertos para investigar las irregularidades.

### Formación de gobierno
Los resultados mostraron que el próximo gobierno tendría que estar conformado por tres partidos para lograr una mayoría. Un día después de las elecciones, la candidata del SPD, Franziska Giffey, anunció que quería hablar con los Verdes y Die Linke sobre posibles negociaciones de coalición. El 4 de octubre de 2021, el SPD también habló con la CDU y el FDP. El 14 de octubre de 2021, el SPD anunció que tenía como objetivo formar una coalición con los Verdes y Die Linke y que quería iniciar negociaciones de coalición.
El 29 de noviembre de 2021, los líderes del SPD, los Verdes y Die Linke anunciaron que habían acordado el borrador de un acuerdo de coalición rojo-rojo-verde. El borrador fue aprobado por el 91,5% de los delegados en un congreso del SPD el 5 de diciembre. El 12 de diciembre, el congreso de los Verdes lo aprobó con un 96,4%. Los miembros de Die Linke votaron con el 74,9% a favor del acuerdo de coalición, y los resultados se anunciaron el 17 de diciembre.
Giffey fue elegida alcaldesa gobernante por la Cámara de Diputados el 21 de diciembre, obteniendo 84 votos de 139 votos.